# Surround sound (Kenor)
Surround sound is een artistiek kunstwerk in Amsterdam Nieuw-West. De titel verwijst naar surround sound.

## Kunstuiting
Het Plein '40-'45 was naar mening van sommigen een kleurloos grijs plein. Een samenwerking tussen het Street Art Museum Amsterdam en de Spaanse kunstenaar Kenor moest daar verandering in brengen. Kenor moest het beperkt houden, want er waren ten tijde van het besluit tot plaatsing plannen het plein rond 2025 opnieuw in te richten. Kenor liet zich vervolgens inspireren op de kleuren van Joseph Ongenae aangebracht op de Grote en Kleine Verfdoos van Allert Warners, twee flatgebouwen in de onmiddellijke omgeving van het plein. Zitbankjes, trottoirs en plantenbakken kregen een fleuriger aanblik. Buurtbewoners konden aangeven wat zij graag beschilderde wilden zien en mochten hier en daar samen met toevallige passanten meeschilderen. Financiën werden verstrekt door Bloomberg Philantropies (zij ondersteunde soortgelijke werken in Glasgow en Londen en filmden deze kunstuiting), gemeente Amsterdam, het stadsdeel en Amsterdam Fonds voor de Kunst. Surround sound werd aangebracht in het kader van "Asphalt Art" van Bloomberg Philantropies, waarbinnen versteende kleurloze plekken in steden een kleurig uiterlijk krijgen. Op 4 april 2022 werd Surround sound onthuld.

## Kunstenaar
Kenor Martinez (Barcelona, 1976) is sinds de jaren negentig kunstenaar binnen “street art”, waarbij hij zich naar eigen zeggen laat inspireren door de wisseling stedelijk en landelijk gebied. Hij geeft zijn mening weer in abstracte beschilderingen (Abstract Grafitti). Hij zegt zelf techno te vertalen naar schilderkunst. Zijn kunst is te zien in Barcelona, Parijs, Milaan, Miami, Jacksonville (Florida) etc. In Amsterdam mocht hij eerder een treinstel beschilderen van het Train Hostel op Sloterdijk.

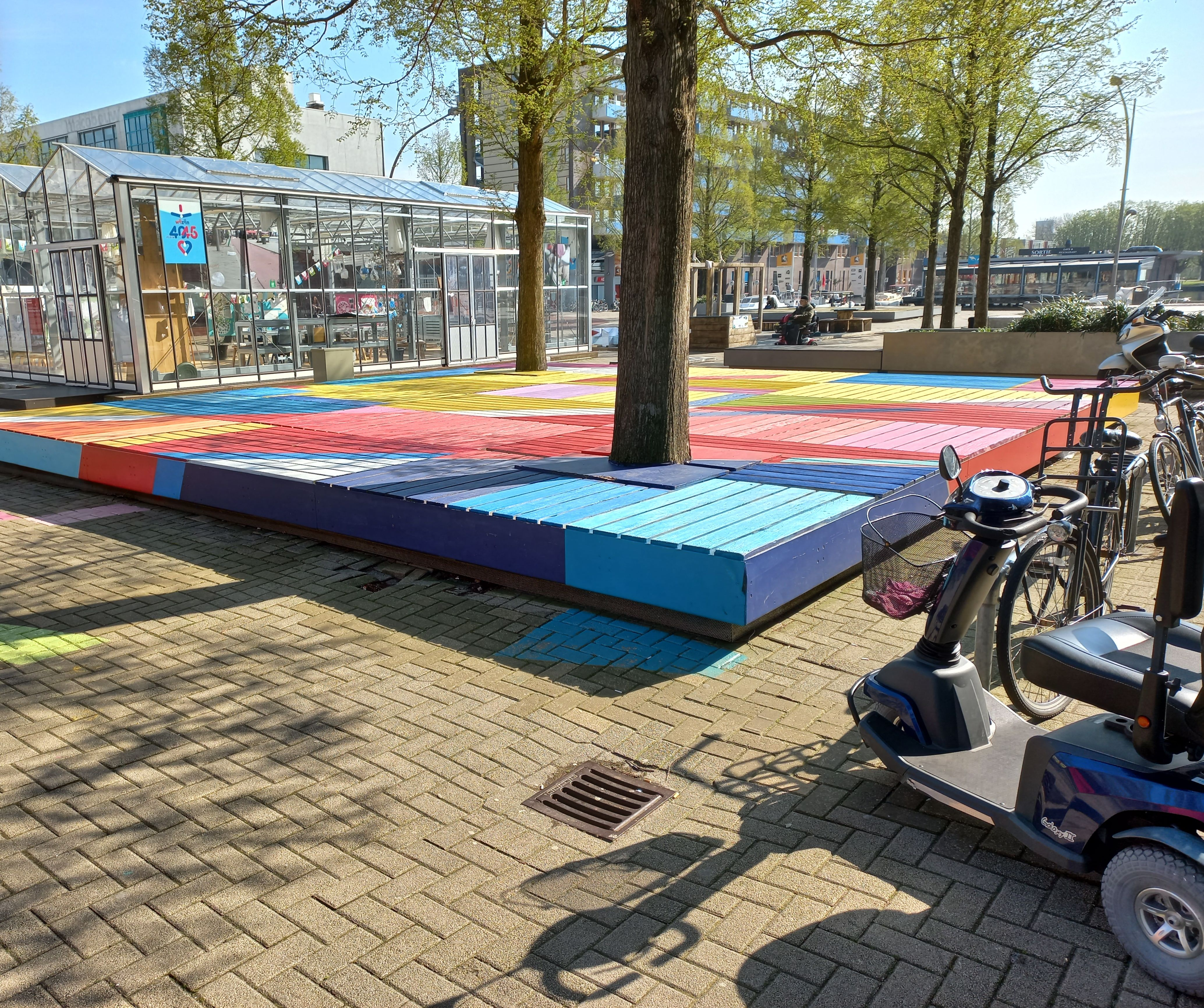
Een deel van Surround sound met daarachter de wijkkas (april 2022)